# Paisaje (película)
Paisaje es una película de Argentina filmada en colores dirigida por Jimena Blanco sobre su propio guion escrito en colaboración con Lucila Comeron que se estrenó el 12 de abril de 2018 y que tuvo como actores principales a Laura Grandinetti, Sofia Palomino, Camila Rabinovich y  Camila Vaccarini.

## Sinopsis
En algún momento a fines de la década de 1990, un grupo de adolescentes que vive en un barrio suburbano se escapan sin que sus padres lo sepan al “centro” para asistir al recital de rock de un joven de quien gusta una de las chicas. La llegada imprevista de un patrullero desata acontecimientos que no estaban en sus planes.

## Reparto
Participaron del filme los siguientes intérpretes:
- Laura Grandinetti...Juli
- Sofia Palomino...Romi
- Camila Rabinovich...Cami
- Camila Vaccarini	...Peque
- Felipe Villanueva...Esteban
- Ana Waisbein...	Agus

## Comentarios
Diego Brodersen en Página 12 escribió:

”… La faceta más atractiva está presente durante los primeros tramos, cuando la cámara y el micrófono se concentran en pequeños detalles de esa aparentemente férrea amistad, los primeros escarceos con un chico, el asombro por las novedades…Luego llegarán los problemas, la indecisión del rumbo a seguir y aquello que se termina definiendo como el núcleo del relato: la eclosión de una serie de cuestionamientos y conflictos latentes en el grupo. La insistencia del guion por incluir una serie de revelaciones finales rompe en gran medida el hechizo de las sutilezas que el film había logrado conseguir y transforma el cierre de la historia en una pequeña fábula con moralejas un tanto obvias.“

María Fernanda Mugica en La Nación escribió:

”La amistad adolescente es observada… desde una perspectiva personal que le da un aire fresco al tema. La cercanía con los personajes y sus vivencias, tanto metafórica como literal en cuanto a la puesta de cámara, hacen...un film que logra cautivar. La mínima trama es una excusa para pasar un rato en los noventa…un retrato muy acertado de la amistad de cuatro chicas con personalidades distintas y la tensión que esas diferencias impone, pero que el lazo profundo que las une termina venciendo, al menos por un rato. Las jóvenes actrices sorprenden por su naturalidad...También llama la atención la forma de evocar los 90 con economía de presupuesto y simbólica; apenas recurriendo a detalles como un teléfono inalámbrico, una remera de Nirvana, aritos de perlas, revistas de papel y hasta una latita de chicles importados.